# Neri Maria Corsini

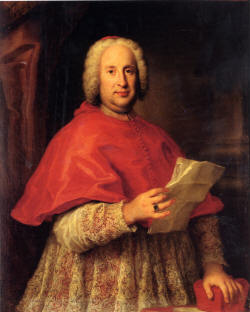
Neri Maria Kardinal Corsini (Ölgemälde von Antonio David, um 1750)

Neri Maria Corsini (* 19. Mai 1685 in Florenz; † 6. Dezember 1770 in Rom) war ein italienischer Adliger, Geistlicher und Kardinal der Römischen Kirche und ein bedeutender Kunstmäzen. Der Spross einer alten Florentiner Familie begann er seine Karriere im Dienste der Großherzöge der Toskana und verbrachte viel Zeit an den europäischen Höfen. Nach seinem Umzug nach Rom im Jahr 1726 lebte er bei seinem Onkel, Kardinal Lorenzo Corsini, der 1730 zum Papst gewählt wurde und den Namen Clemens XII. annahm. Sein Onkel ernannte ihn zum Kardinal. Als der Papst teilweise handlungsunfähig wurde, übernahm Neri Maria eine Schlüsselrolle in der päpstlichen Regentschaft von Clemens XII. Er befasste sich mit der Politik und Diplomatie des Heiligen Stuhls sowie mit großen Bauprojekten in Rom. Er ergriff Maßnahmen zum Schutz und zur Verbesserung des kulturellen Erbes, indem er beispielsweise 1734 die Kapitolinischen Museen für die Öffentlichkeit öffnete.

## Leben
Neri Maria Corsini entstammte der florentinischen Adelsfamilie der Corsini. Nachdem er ab 1704 am Hof des Großherzogs der Toskana, Cosimo III. de’ Medici, gelebt hatte, reiste er zwischen 1709 und 1713 zu Bildungszwecken durch Europa. Im Mai 1716 entsandte ihn Cosimo III. als Sondergesandten nach Paris, um dem neuen König Ludwig XV. seine Glückwünsche entgegenzubringen. Ab 1718 wirkte er als Diplomat in London, Den Haag und Paris. 1725 ernannte ihn der neue Großherzog Gian Gastone de’ Medici zum Kommandanten seiner Trabantengarde, ein Posten, den ihm bereits der 1723 verstorbene Cosimo III. übertragen wollte. 1728 ging er nach Rom und wurde Sekretär seines Onkels, Kardinal Lorenzo Corsini, der zwei Jahre später zu Papst Clemens XII. gewählt wurde.

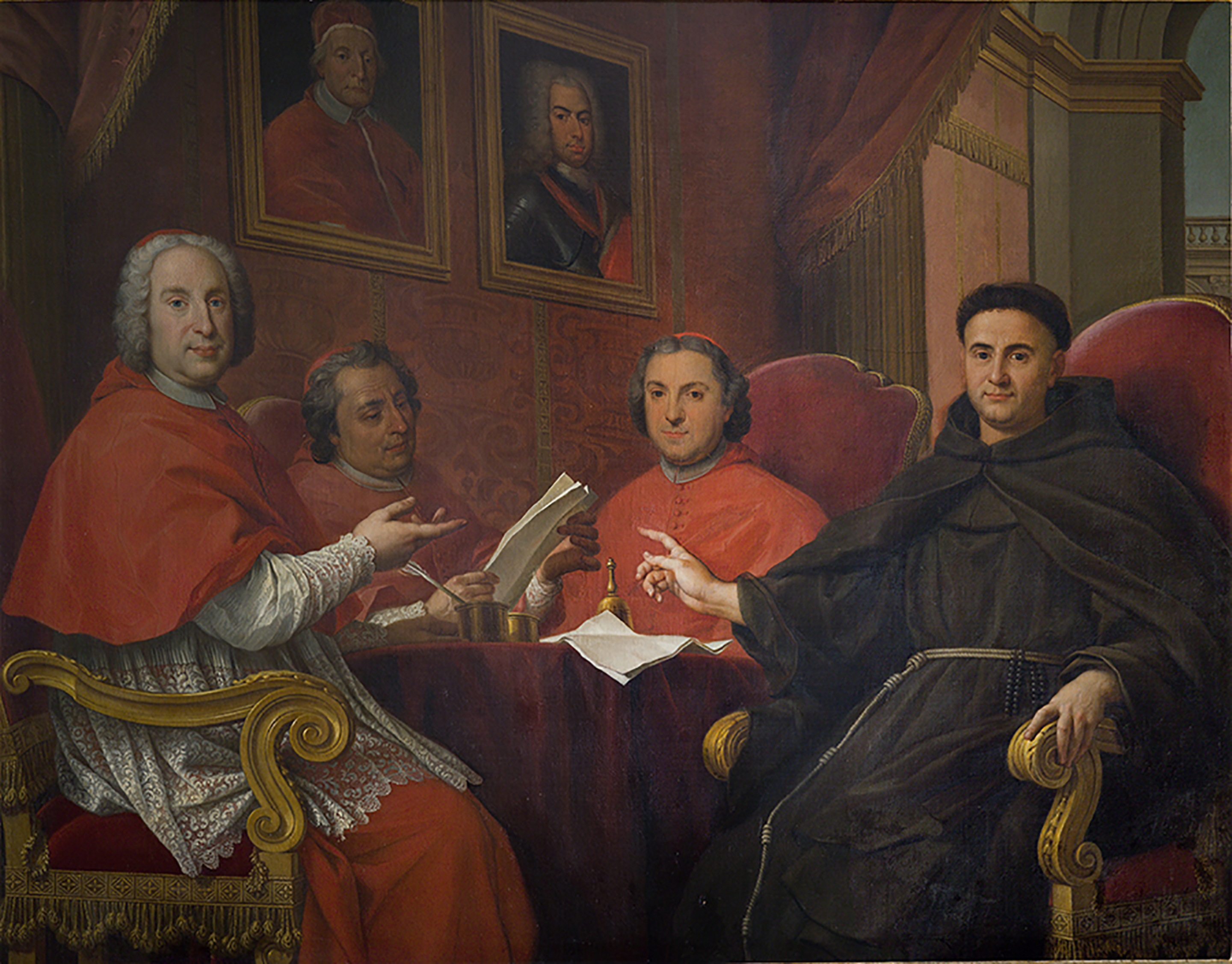
Pater José Maria da Fonseca Évora (rechts) und die Kardinäle (von links nach rechts:) Neri Corsini, Marcello Passeri und Antonio Saverio Gentili unterzeichnen auf einem Gemälde die Konzession des Kardinals an die Nuntiatur von Lissabon (die Porträts an der Wand zeigen Papst Clemens XII. und König Johann V. von Portugal) Gemälde von Agostino Masucci (ca. 1730)

Nach der Wahl dieses Papstes begann Neri Maria Corsini eine kirchliche Laufbahn. Im Konsistorium vom 14. August 1730 erhob ihn sein Onkel Clemens XII. zum Kardinal, am 8. Januar des Folgejahres wurde ihm die Titeldiakonie Sant’Adriano al Foro zugewiesen. Als Kardinal war er unter anderem in der römischen Inquisition tätig. Im März 1733 wurde Kardinal Corsini Präfekt der Apostolischen Signatur, was er bis zu seinem Tod blieb. Ab demselben Jahr war er durch die Erblindung Clemens’ XII. und die Berufung des als politisch schwach geltenden Kardinalstaatssekretärs Giuseppe Firrao einer der einflussreichsten Kardinäle. Kardinal Corsini erwarb 1736 mit finanzieller Unterstützung seines Onkels das Gelände des Palazzo Corsini von der Riario-Familie und ließ darauf einen Neubau errichten.
1737 wurde er Kardinaldiakon von Sant’Eustachio, im August 1740 Erzpriester der Lateranbasilika und im Februar 1753 Sekretär des Inquisitionskongregation, was er bis zu seinem Tode blieb. Als Kardinal nahm er an den Konklaven von 1740 (Wahl von Papst Benedikt XIV.), 1758 (Wahl von Clemens XIII.) und 1769 (Wahl von Clemens XIV.) teil. An der Wahl Clemens’ XIII. 1758 hatte er entscheidenden Anteil, sodass dieser im Folgejahr seinen Großneffen Andrea Corsini ins Kardinalskollegium aufnahm. Neri Maria Corsini stellte sich gegen den Jesuitenorden, dessen Aufhebung 1773 er jedoch nicht mehr erlebte, da er drei Jahre zuvor gestorben war. Er war der letzte noch von Papst Clemens XII. ernannte Kardinal.